# Fawad Khan
Fawad Afzal Khan est un acteur et chanteur pakistanais né en 1981. En tant que chanteur il était membre du groupe Entity Paradigm (en), un groupe alternatif de rock basé à Lahore. En 2014, il fait son entrée à Bollywood jouant dans des films comme Kapoor and Sons et Khoobsurat.

## Biographie
Khan est né à Karachi mais sa famille est originaire de Lahore, au Pendjab. D'ailleurs, Fawad Khan se dit d'origine punjabi et pashtoune. Il a grandi sans son père puisque celui-ci a passé les premières années de sa vie à Dubai durant la Guerre du Golfe et il n'est retourné au pays que lorsque Fawad avait 15 ans.
Il a étudié à la Lahore Grammar School (LGS) où il a obtenu un A-level et a une licence en informatique à la NUCES de Lahore.
Depuis l'enfance, il est un fervent admirateur d'Amitabh Bachchan et de Rishi Kapoor, avec lequel il a partagé l'affiche dans le film Kapoor and Sons en 2015.
Il est marié en 2008 à Sadaf Khan qu'il courtisait depuis 8 ans, il a un fils avec elle et une fille qui est née début octobre 2016
Il souffre de diabète.

## Philanthropie et cause humanitaire
Fawad Khan s'implique dans causes humanitaires : il a récolté des fonds pour Shaukat Khanum Memorial Cancer Hospital, et il supporte SOS Villages d'enfants en participant à des spectacles et des carnavals en 2014. Il est également l'ambassadeur de la WWF Earth Hour campaign.

## Discographie
| Année | Titre                     | Commentaire |
| ----- | ------------------------- | --- |
| 2003  | "Kahan Hai Tu"            | Album du groupe Entity Paradigm : Irtiqa |
| 2003  | "Hamein Aazma"            | Album du groupe Entity Paradigm : Irtiqa |
| 2003  | "Agosh"                   | Album du groupe Entity Paradigm : Irtiqa |
| 2004  | "Waqt"                    | Album du groupe Entity Paradigm : Irtiqa |
| 2004  | "Hamesha"                 | Album du groupe Entity Paradigm : Irtiqa |
| 2010  | "Shor Macha"              | Single d'Entity Paradigm |
| 2010  | "Bolo Bolo"               | Cover de la musique de Sajjad Ali par Entity Paradigm dans l'émission pakistanaise Coke Studio                                                                      |
| 2017  | "Do Pal Ka Yeh Jewan Hai" | Musique promotionnelle de Pepsi Battle of the Bands avec Atif Aslam et Meesha Shafi. Mashup de "Vital Signs", "Do Pal Ka Yeh Jewan Hai" et "Dekha Na Tha" d'Alamgir |

## Filmographie

### Cinéma
| Année | Titre              | Rôle                 | Réalisateur     | Commentaire |
| ----- | ------------------ | -------------------- | --------------- | ----------- |
| 2007  | Khuda Kay Liye     | Sarmad               | Shoaib Mansoor  | Pakistan    |
| 2014  | Khoobsurat         | Vikram Singh Rathore | Shashanka Ghosh | Inde        |
| 2016  | Ho Mann Jahaan     | Rafael               | Asim Raza       | Pakistan    |
| 2016  | Kapoor & Sons      | Rahul Kapoor         | Shakun Batra    | Inde        |
| 2016  | Ae Dil Hai Mushkil | DJ Alo               | Karan Johar     | Inde        |
| 2017  | Albela Rahi        | Alamgir              | Sultan Ghani    | Pakistan    |
| 2017  | Maula Jatt 2       | Maula Jatt           | Bilal Lashari   | Pakistan    |

### Télévision

#### Dramas
| Année   | Titre                 | Rôle            | Commentaire                                            |
| ------- | --------------------- | --------------- | ------------------------------------------------------ |
| 2001    | Jutt and Bond         | Bond G Kaboom   |                                                        |
| 2005    | Rubber Band           | Lui-même        | Participation exceptionnelle dans le clip "Zinda Hoon" |
| 2008    | Dil De Ke Jayengy     | Arsalan         |                                                        |
| 2008    | Satrangi              | Behzaad         |                                                        |
| 2009    | Jeevan Ki Rahon Mein  | Adil            |                                                        |
| 2010    | Daastan               | Hassan          |                                                        |
| 2011    | Akbari Asghari        | Asghar          |                                                        |
| 2011    | Kuch Pyar Ka Pagalpan | Mujtaba         |                                                        |
| 2011/12 | Humsafar              | Ashar Hussain   |                                                        |
| 2012    | Ashk                  | Rohail Hayat    |                                                        |
| 2012    | Zindagi Gulzar Hai    | Zaroon Junaid   |                                                        |
| 2013    | Numm                  | Wali Bakht Khan |                                                        |

#### Films
| Année | Titre            | Rôle        | Commentaire |
| ----- | ---------------- | ----------- | ----------- |
| 2009  | Kal              | Zaheer      |             |
| 2010  | Aaj Kuch Na Kaho | Rehan       |             |
| 2013  | Behadd           | Jamal Ahmad |             |
| 2013  | Armaan           | Armaan      |             |

##### Clip musical
| Année | Titre                   | Rôle     | Commentaire        |
| ----- | ----------------------- | -------- | ------------------ |
| 2017  | Do Pal Ka Yeh Jewan Hai | Lui-même | Egalement chanteur |